# Líšnice (Sepekov)
Líšnice je vesnice, část městyse Sepekov v okrese Písek v Jihočeském kraji. Nachází se asi 2,5 kilometru západně od Sepekova. Prochází tudy železniční trať Tábor–Ražice. Je zde evidováno 86 adres. V roce 2011 zde trvale žilo 184 obyvatel. Severně od obce se nachází přírodní památka Dehetník.
Líšnice leží v katastrálním území Líšnice u Sepekova o rozloze 8,25 km².

## Historie
První písemná zmínka o vesnici pochází z roku 1488. Líšnice byla původně spojená s nedalekou Okrouhlou. K osamostatnění vesnice došlo 18. května 1893. V roce 1869 zde žilo 430 obyvatel v 65 popisných číslech. V roce 1930 zde bylo evidováno 75 popisných čísel a 410 obyvatel. Sbor dobrovolných hasičů byl ve vesnici založen roku 1898, obecní knihovna v roce 1892. Obecní dům se začal stavět roku 1869. Když už byla stavba takřka dokončena, na návrh tehdejšího starosty Jana Máchy, byla budova využita pro školu. V roce 1869 se začalo vyučovat. Poštou, farou, lékařem, četnictvem Líšnice příslušela k Sepekovu.

## Obyvatelstvo
| Rok            | 1869 | 1880 | 1890 | 1900 | 1910 | 1921 | 1930 | 1950 | 1961 | 1970 | 1980 | 1991 | 2001 | 2011 | 2021 |
| -------------- | ---- | ---- | ---- | ---- | ---- | ---- | ---- | ---- | ---- | ---- | ---- | ---- | ---- | ---- | ---- |
| Počet obyvatel | 445  | 389  | 414  | 406  | 429  | 420  | 410  | 304  | 284  | 273  | 231  | 204  | 182  | 184  | 175  |
| Počet domů     | 60   | 67   | 69   | 69   | 72   | 72   | 75   | 78   | 74   | 72   | 68   | 82   | 82   | 83   | 84   |

## Obecní správa
Při sčítání lidu v letech 1850–1963 Líšnice byla samostatnou obcí v okrese Milevsko. Od roku 1964 je částí městyse Sepekov v okrese Písek. V letech 1850–1893 k obci patřila Okrouhlá.

## Pamětihodnosti
- Výklenková kaple u staré cesty z Líšnice do Milevska vedle přírodní památky Dehetník je zasvěcená Panně Marii Sepekovské. Kaple je z roku 1897.[11] Podle vyprávění místních rodáků byla kaple postavena na náklady rolníka Františka Mikeše a jeho manželky Marie z Líšnice na památku jejich předčasně zemřelého syna, který nedokončil studia a zemřel ve věku 23 let. Kaple byla postavena a dne 15. května za hojné účasti místních vysvěcena. Kaple je celkově opravená, udržovaná. Ve vnitřní nice kaple je umístěný obraz Panny Marie Sepekovské a vkusná výzdoba.
- Kaple na návsi ve vesnici je zasvěcena také Panně Marii Sepekovské. Je z druhé poloviny 18. století.[12] Nad vchodem do kaple je umístěný reliéf Panny Marie. Kaple Panny Marie Sepekovské je vedená v Seznamu kulturních památek v okrese Písek.
- Vedle návesní kaple se nachází kamenný kříž s jetelovitým ukončením ramen. Kříž je reliéfně zdobený motivem kalicha. V spodní části podstavce kříže je datace a tento nápis: LETA PANE 1835 Tento kříž je vedený v Seznamu kulturních památek v okrese Písek.
- Další obdobný kamenný kříž se nalézá těsně za vesnicí u silnice. Kříž má také jetelovité ukončení ramen, tělo kříže je v střední části zdobeno motivem kalicha, podstavec kříže nese dataci 1835. Motiv kalicha a datace je zvýrazněná zlatou barvou.
- U cesty z Líšnice na rybník Opršál se v ohrádce nalézá kamenný kříž. Kříž má dekorativně zdobený podstavec. Nad tělem ukřižovaného Krista je umístěný christogram.
- Poblíž železniční trati Písek–Tábor se na okraji vesnice nachází drobný kříž rodiny Koptišovy. Kříž je umístěný na kamenném podstavci a v ohrádce. V oválném štítku kříže je tento nápis: SLÁVA KRISTU ZA ODVRÁCENÍ ZLA VĚNOVALA RODINA KOPTIŠOVA 1947
- Přírodní památka Dehetník ležící 900 metrů severozápadně od vesnice. Byla vyhlášena 4. prosince 1985 pro ochranu vlhké louky s bohatou květenou převážně ostřicovitého a ostřicovorašeliníkového porostu a tůně sloužící jako refugium obojživelníků. Přírodní památka je 1,07 hektaru velká a kolem ní se nachází ochranné pásmo do vzdálenosti padesát metrů a celkové velikosti 2,65 hektaru. Památka je volně přístupná po naučné stezce Kolem Milevska vedoucí po polní cestě z Milevska směrem na Líšnici. Pro návštěvníky je zde zbudována informační cedule. Louka samotná leží v malém údolí, kterým protéká bezejmenný potok z rybníka Opršál do rybníka Pytlák. Tento bezejmenný potok tvoří severní hranici území. Na západě se památka přibližuje železniční trati Písek – Tábor, nicméně až do její bezprostřední blízkosti nezasahuje. Na jihu volně přechází do zemědělského pole, a na východě tvoří hranici polní cesta.

## Rodáci
- Sochař Břetislav Benda[13] (1897–1983) – Narodil se jako nejstarší ze sedmi dětí učitele Františka Bendy a jeho ženy Žofie. První tři ročníky měšťanky vychodil v Milevsku, kde na podnět svých učitelů začal rozvíjet svou zálibu v kreslení. Čtvrtý ročník měšťanské školy musel navštěvovat až ve Strakonicích, kde při hodinách nepovinného modelování zcela dozrálo jeho rozhodnutí stát se sochařem. Od roku 1911 do 1915 navštěvoval sochařskou a kamenickou školu v Hořicích. V roce 1915 byl přijat na Akademii výtvarných umění, kde se stal žákem Josefa Václava Myslbeka.[14] Jeho studia však přerušila první světová válka a v roce 1916 musel narukovat. Pod těžkou palbou v Itálii utrpěl vážná poranění obou dlaní, avšak toto zranění mu v další tvorbě nebylo překážkou. V letech 1919 až 1922 pokračoval ve studiu na Akademii pod vedením Jana Štursy. Od roku 1923 byl členem S.V.U. Mánes. Zemřel roku 1983 ve věku 86 let a je pohřben na vyšehradském hřbitově. Prvním jeho zveřejněným dílem se stal reliéf Panny Marie na místní kapličce. Pomník padlým v Bernarticích a v Raděticích, pamětní deska na domě pátera Cyrila Straky v nedalekém Milevsku a medailony Tyrše a Fügnera[15] na milevské sokolovně jsou jeho další díla v tomto kraji. V roce 1925 se konala v Milevsku výstava jeho prací.[7]
- Kardinál Miloslav Vlk[16] (1932–2017) – český katolický duchovní a teolog, který mezi lety 1991 a 2010 působil jako 35. arcibiskup pražský a 23. primas český, v letech 1990–1991 byl krátce 10. biskupem českobudějovickým. Jeho biskupské heslo znělo: „Aby všichni byli jedno“. Po maturitě na Jirsíkově gymnáziu v roce 1952 pracoval krátce jako dělník, následně nastoupil na základní vojenskou službu. V letech 1955–1960 studoval na Filosofické fakultě Univerzity Karlovy obor archivnictví. Poté nějakou dobu pracoval jako archivář, v roce 1964 odešel studovat na CMBF do Litoměřic. Dne 23. června 1968 byl vysvěcen na kněze a jmenován sekretářem českobudějovického biskupa Josefa Hloucha[17]. V roce 1971 však musel toto místo z rozhodnutí komunistických úřadů opustit a odejít spravovat malé farnosti (Lažiště a Záblatí, posléze Rožmitál pod Třemšínem). V roce 1978 mu byl odebrán státní souhlas. V letech 1978–1988 pracoval jako umývač oken a posléze archivář v Praze, kde zároveň tajně vykonával své kněžské povolání. Dne 1. ledna 1989 obdržel státní souhlas zpět a působil nejprve na Klatovsku, později na Šumavě. Dne 14. února 1990 byl jmenován biskupem českobudějovickým (vysvěcen a intronizován 31. března 1990). Dne 27. března 1991 byl jmenován pražským arcibiskupem a 26. listopadu 1994 byl jmenován kardinálem titulu Santa Croce in Gerusalemme. V dubnu 2005 se jako jediný Čech účastnil v Římě konkláve, které zvolilo papeže Benedikta XVI. V roce 2007 podal u příležitosti svých 75. narozenin rezignaci na arcibiskupský úřad, papež Benedikt XVI. ji ale nepřijal a požádal ho, aby v úřadu setrval ještě dva roky. Jako formální hlava katolické církve usiloval o majetkové narovnání mezi církví a státem. Dlouhodobý spor mezi církví a státem o katedrálu sv. Víta[18] ukončila 24. května 2010 dohoda mezi Vlkovým nástupcem, nově ustanoveným pražským arcibiskupem Dominikem Dukou a prezidentem Václavem Klausem.

## Galerie

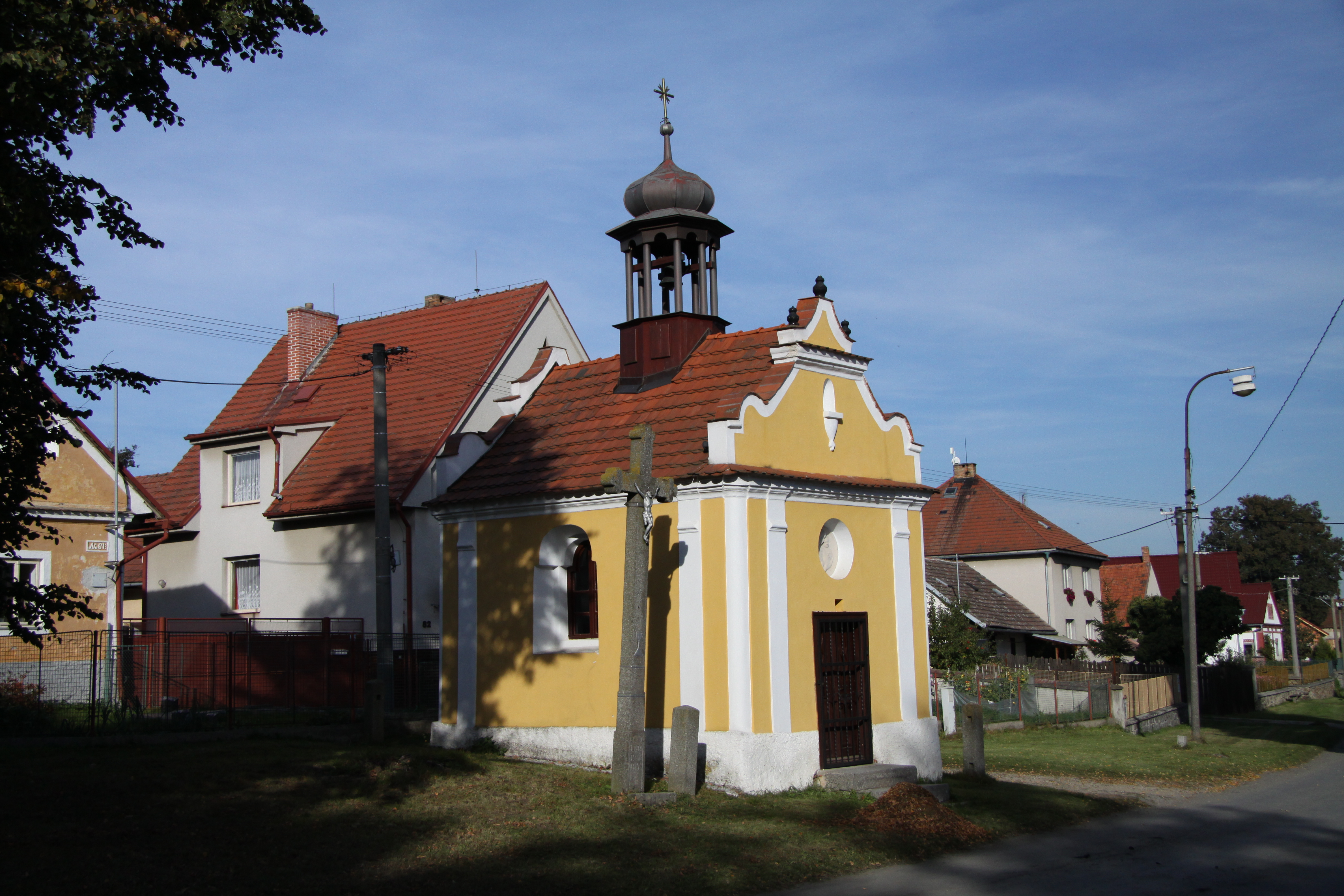
Návesní kaple
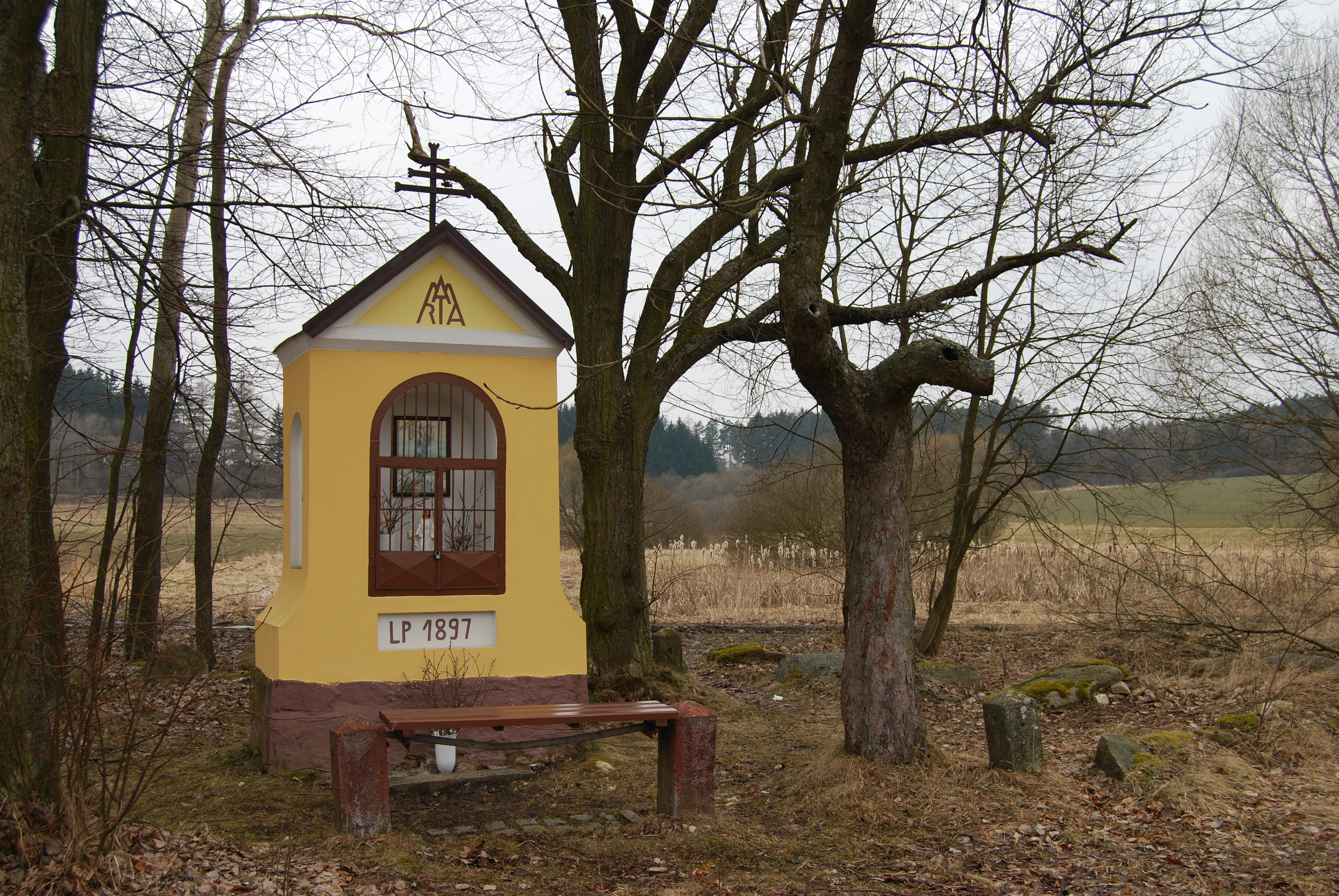
Výklenková kaple
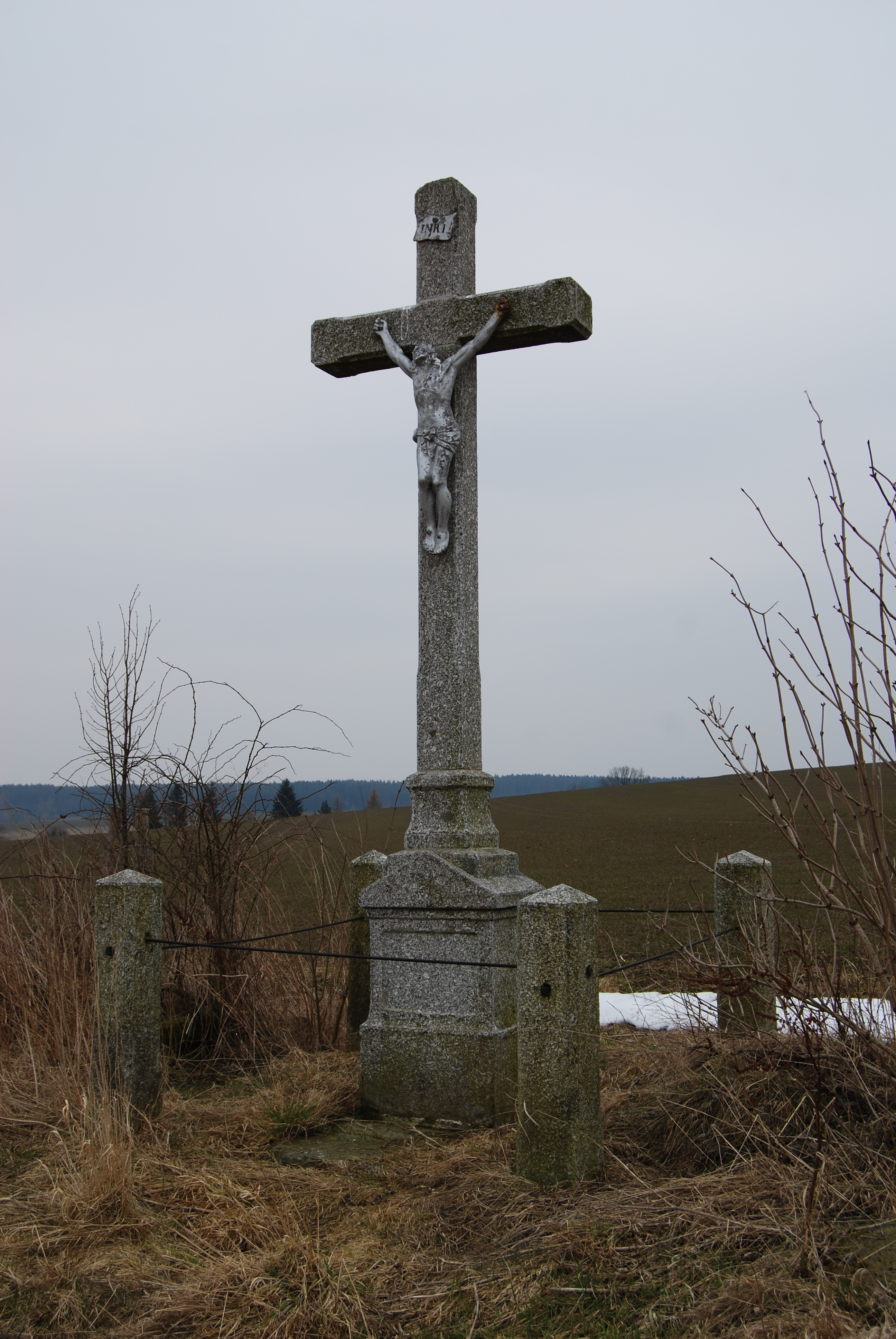
Kříž poblíž vesnice
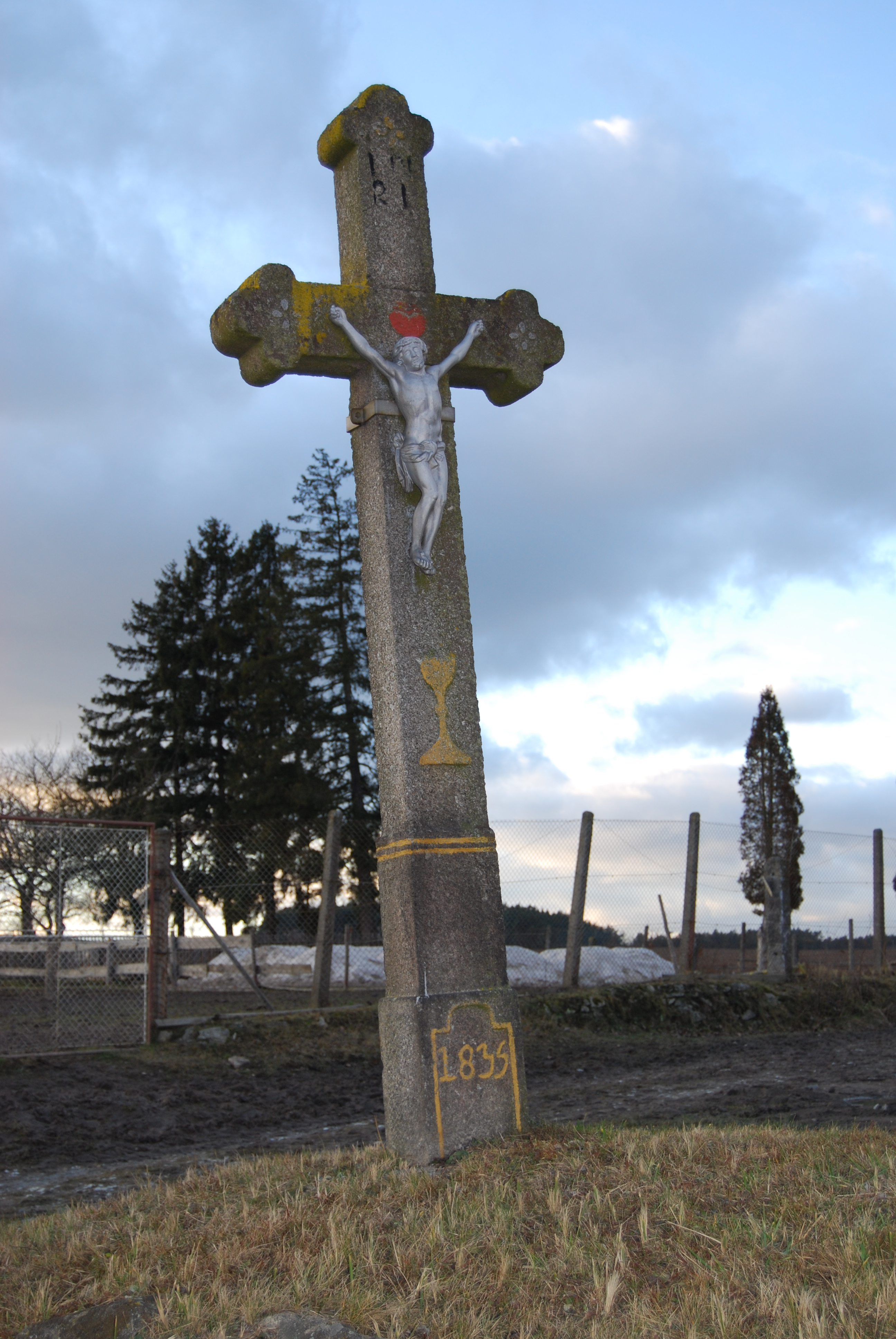
Kříž u silnice ve vsi
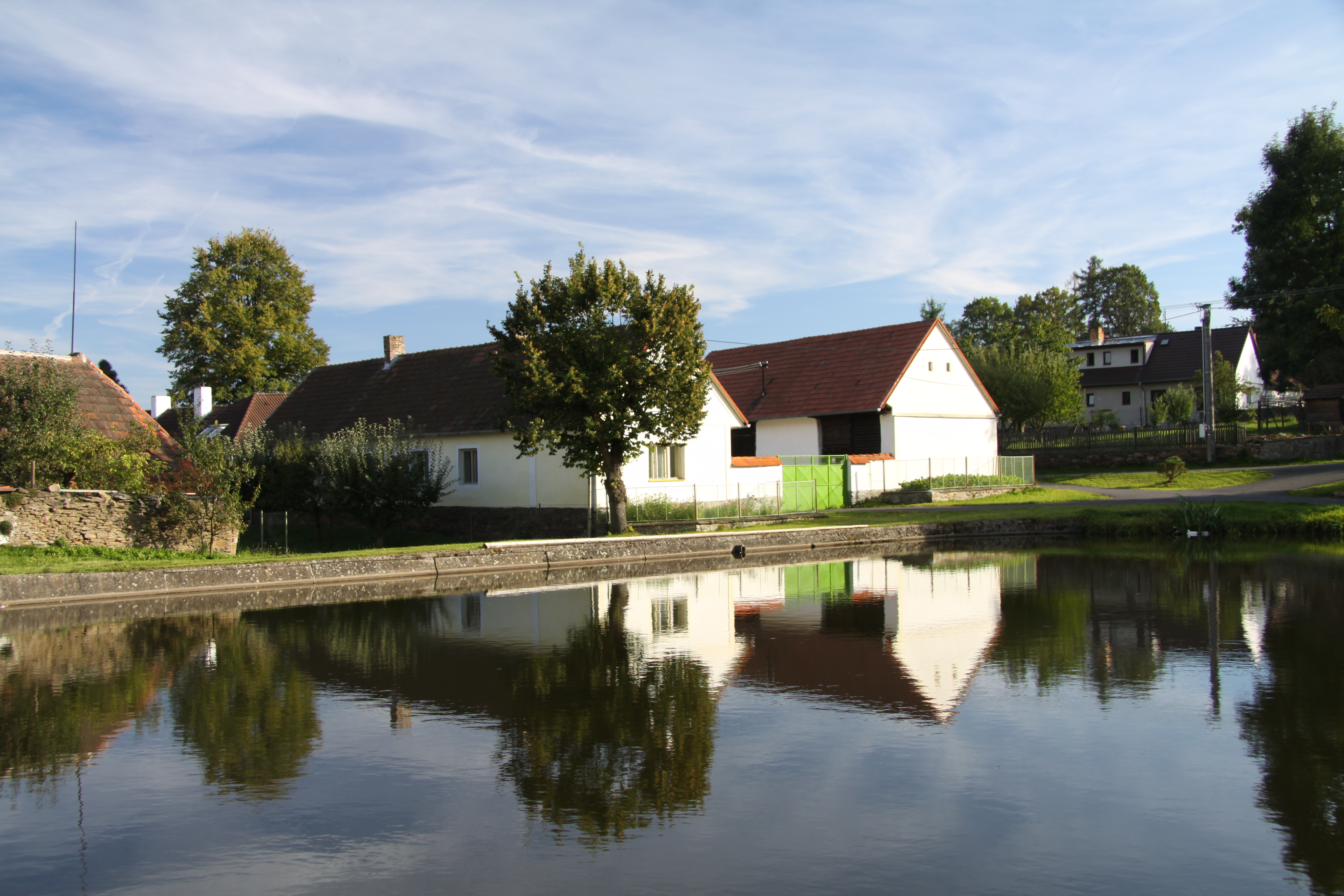
Budovy na břehu rybníka za požární zbrojnicí